# Pornpawee Chochuwong

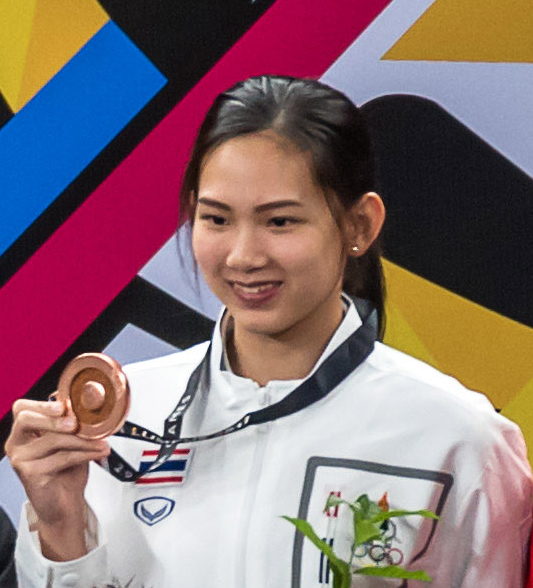
Pornpawee Chochuwong

Pornpawee Chochuwong (Thai: พรปวีณ์ ช่อชูวงศ์; * 22. Januar 1998) ist eine thailändische Badmintonspielerin.

## Karriere
Pornpawee Chochuwong nahm 2012 und 2013 an den Badminton-Juniorenweltmeisterschaften teil. Bei den Vietnam International 2013 belegte sie Rang zwei im Dameneinzel ebenso wie bei den Singapur International 2013.